# 천상도
- 제1층, 즉 가운데의 축은 불선근 즉 3독을 나타낸다.
- 제2층은 업을 나타낸다.
- 제3층은 6도를 나타낸다.
- 제4층은 12연기를 나타낸다.
- 윤회의 수레바퀴를 꽉 붙들고 있는 괴물은 실체가 없는 것, 즉 무상·고·공·무아인 것에 대한 집착, 즉 근본무명을 나타낸다.
- 윤회의 수레바퀴 왼쪽 위에 있는 달은 6도윤회로부터 벗어난 상태, 즉 열반, 즉 깨달음을 나타낸다.
- 달을 가리키고 있는 붓다는 6도윤회로부터 벗어나는 것이 가능하다는 것을 나타낸다.

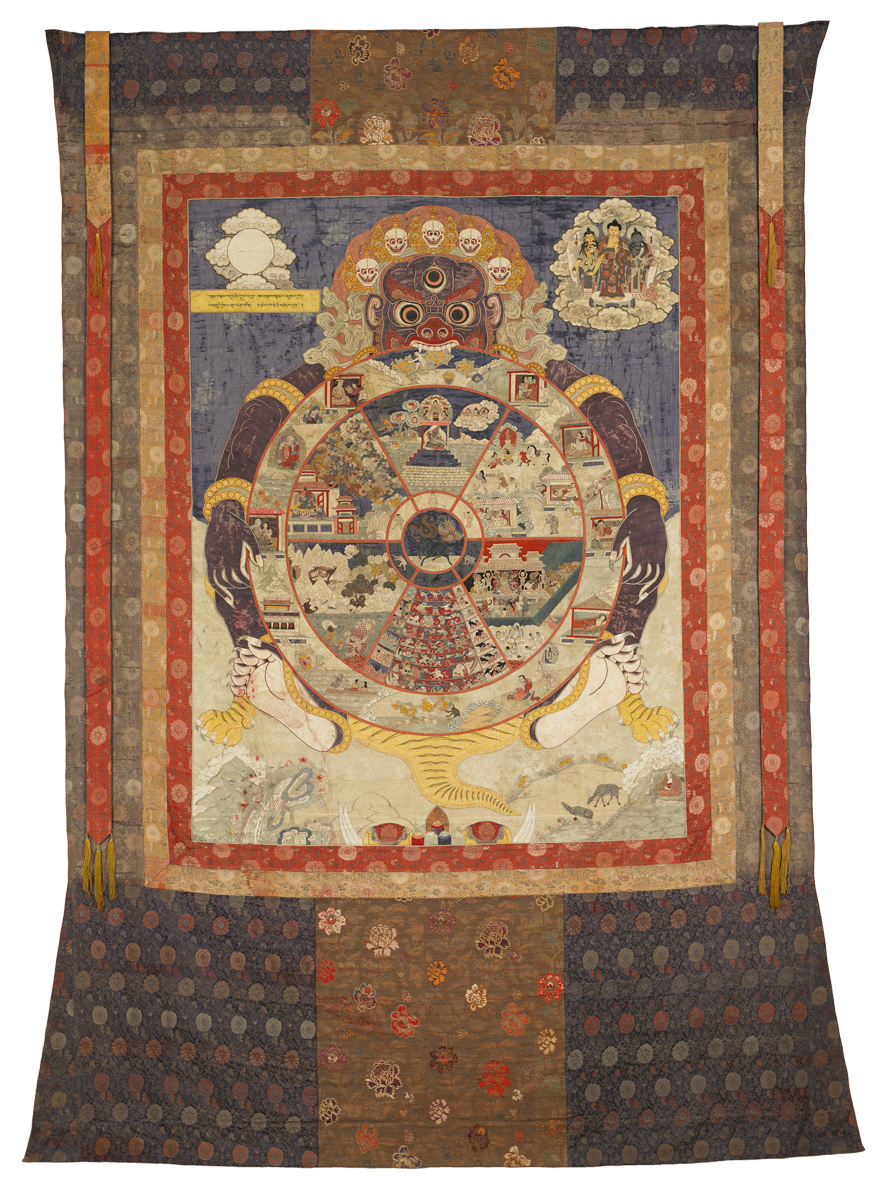
티베트 불교의 6도윤회도(六道輪廻圖, bhavacakra):
- 제1층, 즉 가운데의 축은 불선근 즉 3독을 나타낸다.
- 제2층은 업을 나타낸다.
- 제3층은 6도를 나타낸다.
- 제4층은 12연기를 나타낸다.
- 윤회의 수레바퀴를 꽉 붙들고 있는 괴물은 실체가 없는 것, 즉 무상고공무아인 것에 대한 집착, 즉 근본무명을 나타낸다.
- 윤회의 수레바퀴 왼쪽 위에 있는 달은 6도윤회로부터 벗어난 상태, 즉 열반, 즉 깨달음을 나타낸다.
- 달을 가리키고 있는 붓다는 6도윤회로부터 벗어나는 것이 가능하다는 것을 나타낸다.

천상도(天上道, 산스크리트어: deva-gati)는 불교에서 중생이 깨달음을 증득하지 못하고 윤회하여 다시 태어날 때, 전생에서 지은 선업 또는 악업의 총합에 따라 그 과보로서 현생에서 태어나는 세계 또는 의식 상태 또는 존재 상태인 지옥도(地獄道) · 아귀도(餓鬼道) · 축생도(畜生道) · 아수라도(阿修羅道) · 인간도(人間道) · 천상도(天上道)의 6도(六道) 중 하나이다. 또는, 불교 부파 또는 종파들 중 설일체유부와 상좌부 불교 등에서는 6도가 있는 것이 아니라 6도에서 아수라도를 제외한 5도(五道)가 있다고 보는데, 따라서 천상도는 이 5도 가운데 하나이다.
천상도(天上道)는 천상(天上) 또는 천도(天道), 또는 간단히 천(天)이라고도 하며, '업인(業因)에 따라 나아가는 곳'이라는 뜻의 취(趣)를 사용하여 천상취(天上趣) 또는 천취(天趣)라고도 한다. 또한 천상의 유(有: 윤회의 삶 또는 윤회하는 존재)라는 뜻에서 천유(天有)라고도 하며, 천상세계 또는 하늘나라라는 뜻에서 천계(天界, 산스크리트어: deva-loka) 또는 천상계(天上界)라고도 한다. deva-gati (天道 또는 天上道)와 deva-loka (天界 또는 天上界)에서 deva를 음역하여 호칭으로 삼아 제바(提婆) 또는 데바라고도 한다.
천상도 또는 천상계에 태어나는 것을 생천(生天: 문자 그대로는 '하늘에 태어남')이라고 하며, 생천은 후대 불교의 극락왕생(極樂往生: 문자 그대로는 '극락으로 가서 태어남') 등과 사실상 같은 말이다.

## 3선도와의 관계
6도 중 아수라도 · 인간도 · 천상도의 3가지는 앞의 3가지, 즉 지옥도 · 아귀도 · 축생도에 비해 좋은 곳이라는 뜻에서 3선도(三善道) 또는 3선취(三善趣)라고도 하는데, 천상도는 이들 3선도 또는 3선취 중에서도 가장 최고의 선도(善道) 또는 선취(善趣), 즉 가장 좋은 세계 또는 착한 세계 또는 다복한 세계이다. 달리 말하면, 천상도는 현생에서 5계(五戒)와 10선(十善)과 보시(布施) 등의 선한 업을 많이 쌓았을 때, 즉 세간의 선법[世間善法]을 충실히 실행했을 때 내생에서 태어나는 세계 또는 의식 상태 또는 존재 상태로, 많은 복(福)을 누리며 사는 존재 상태이다.
이와 관련하여 대승불교의 주요 인물인 용수는 《대지도론》 제30권에서 다음과 같이 말하고 있다. 이 인용문에서 용수는 출세간의 선법으로 37도품을 말하고 있는데, 출세간의 선법에는 4성제(四聖諦) · 3학(三學) · 5온설(五蘊說) · 12연기설(十二緣起說) · 8정도(八正道) · 37도품(三十七道品) · 6바라밀(六波羅蜜) 등이 있다. 이들 중에서 엄밀히 수행법만을 말하자면, 8정도는 37도품의 7번째 그룹에 해당하고, 6바라밀은 초기불교의 37도품이 대승불교에 의해 종합되어 새로운 형태로 제출된 것이므로, 출세간의 선법이란 37도품을 말하는 것이라 할 수 있다. 이러한 취지에서 용수는 이 인용문에서 출세간의 선법으로 37도품을 말하고 있다.

問曰：　善法亦有三果：　下者為人，中者為天，上者涅槃。

答曰：　是中　不應說涅槃，但應分別眾生果報住處，　涅槃非報故。
善法有二種：一者、三十七品能至涅槃，二者、能生後世樂。今但說受身善法，不說至涅槃善法。

世間善有三品：上分因緣故，天道果報；中分因緣故，人道果報；下分因緣故，阿修羅道果報。
— 《대지도론》 제30권 한문본

[문] [6도(六道)와 관련된] 착한 법에도 역시 세 가지 과보가 있나니, 아래는 사람이요 중간에는 하늘이며 맨 위는 열반이다.

[답] [6도(六道)에 대해 논의하고 있는] 여기서는 열반을 말하지 않아야 한다. 다만 중생이 과보로서 머무를 곳만을 분별해야 하나니, [6도 즉 3계를 벗어난 상태인] 열반은 [6도(六道)의] 과보가 아니기 때문이다. 착한 법[善法]에는 두 가지가 있다. 첫째는 37품(三十七品, 즉 37도품)으로는 열반에 이르게 하고, 둘째는 뒷세상[後世]의 즐거움을 내게 하는 것이다. 지금은 다만 몸을 받는 착한 법[受身善法]을 말할 뿐이요 열반에 이르는 착한 법[至涅槃善法]은 말하지 않는다.

세간의 선[世間善]에는 세 가지가 있다. 위 갈래[上分]의 인연 때문에 천도(天道)의 과보가 있고, 중간 갈래[中分]의 인연 때문에 인도(人道)의 과보가 있으며, 아래 갈래[下分]의 인연 때문에 아수라도(阿修羅道)의 과보가 있다.
— 《대지도론》 제30권 한글본

## 3계와의 관계
3계(三界)와의 관계를 살펴보면, 천상도 또는 천상계는 욕계의 천상세계인 6욕천(六欲天) 즉 욕계의 여섯 천(天: 하늘)들과, 욕계의 천상세계보다 더 뛰어난 천상세계들인 색계의 17천(또는 16천 또는 18천) 전부와, 색계보다 더 뛰어난 천상세계인 무색계의 4무색천(四無色天) 전부로 이루어져 있다. 즉, 천상도는 욕계부터 무색계까지 3계 전체에 걸쳐 있다.
초기불교 시대에서는 교법이 열반(涅槃)을 중심으로 이루어져 있었는데, 출가자의 경우 열반의 증득이라는 출세간의 목표와 이에 따른 실천 수행법으로 37도품이 주로 설해졌고 재가신도들의 경우 천상도 또는 천상계에 태어나는 것 즉 생천(生天: 후대 불교의 극락왕생과 사실상 같은 말)을 위주로 하였다. 이에 따라 5계 · 10선 등의 덕과 선행을 행함으로써 생천할 수 있다는 가르침이 널리 설법되었다. 한편, 이러한 생천(生天)의 사상은 불교만의 것은 아니었으며 윤회사상과 더불어 당시 고대 인도 종교의 보편적인 사상이었다.
예를 들어, 힌두교의 정통 6파철학 중의 하나인 미맘사 학파에 따르면, 《베다》에 규정되어 있는 특정한 제사(祭祀: 힌두교의 입장에서는 단순한 제사가 아닌 기도와 진언과 집중 등이 수반된 특정한 수행법 또는 수행체계의 실천이라고 할 수 있음, 말하자면 가톨릭의 미사나 개신교의 예배, 불교의 공양 또는 예불 또는 염불에 해당하는 것이라고 할 수 있음)를 실행하면 그 실행자에게 일종의 여력이 남아 그것이 나중에 과보를 가져온다. 이 때의 여력을 신득력(新得力: 새로이 얻은 힘)이라 하는데, 미맘사 학파에서는 이 신득력의 총합이 바르고 착하면 다음 생에서 생천(生天: 천계에 태어남) 등의 번영(繁榮, abhyudaya)의 과보를 얻어 복락을 향수한다는 교의를 가르쳤다. 생천(生天)에 대한 사상이 있었다는 것에는 미맘사 학파와 불교간에 서로 일치하는 사항이지만, 미맘사 학파가 《베다》에 따른 제사의 실행을 통해 축적된 신득력(新得力: 새로이 얻은 힘, 즉 충분히 축적된 경우 이전의 업을 바꿀 수 있는 새로운 힘)에 의해 생천(生天)할 수 있다고 주장한 반면, 불교에서는 5계 · 10선 · 보시 등의 세간의 선법[世間善法]을 행함으로써 축적된 선업(善業: 선한 카르마, 즉 선한 잠재력 또는 형성력)에 의해 생천(生天)할 수 있다고 주장한 것은 서로 간의 차이점이다.

## 선정과의 관계
천상도 또는 천상계로 가는 방법으로는 5계와 10선과 보시 등의 선업을 쌓아 목숨이 다했을 때 천상도에서 태어날 수도 있고, 살아 있는 상태에서 선정(禪定: 禪 또는 靜慮 또는 等至라고도 한다.) 수행을 통해 천상계를 왕래할 수도 있다.
선정 수행과 관련하여, 색계의 17천(또는 16천 또는 18천)은 크게 4가지 천(天: 하늘)으로 나뉘는데, 이것을 4선천(四禪天) 또는 4정려천(四靜慮天) 또는 색계 4천(色界四天)이라고 하며, 선정 수행의 관점에서 간단히 4선(四禪) 또는 4선정(四禪定) 또는 4정려(四靜慮)라고도 한다. 그리고, 무색계의 4무색천은 선정 수행의 관점에서 4무색정(四無色定) 또는 4공정(四空定)이라고도 한다.
또한 색계의 4선정과 무색계의 4무색정을 통칭하여 8정(八定) 또는 8등지(八等至)라고 하며, 또는 8정에 색계의 4선이 포함되지만 색계의 4선을 특히 부각시켜 4선8정(四禪八定)이라고도 한다.
그리고, 8정(八定) 또는 8등지(八等至)에 욕계 전체를 합하여 9지(九地)라고 하는데, 이것은 곧 3계를 9가지의 지(地)로 나눈 것이므로 9지(九地)라고 따로 칭하기도 하지만 3계9지(三界九地)라고도 흔히 칭한다. 3계9지는 선정 수행 · 번뇌 · 업 등을 논할 때 거의 항상 관련하여 사용되는 체계로, 부파불교의 아비달마 교학과 대승불교의 유식유가행파의 교학에서 자주 등장한다.

## 참고 문헌
- 곽철환 (2003). 《시공 불교사전》. 시공사 / 네이버 지식백과. |title=에 외부 링크가 있음 (도움말)
- 권오민 (2003). 《아비달마불교》. 민족사.
- 목건련 지음, 현장 한역, 송성수 번역 (K.945, T.1537). 《아비달마법온족론》. 한글대장경 검색시스템 - 전자불전연구소 / 동국역경원. K.945(24-1091), T.1537(26-453). |title=에 외부 링크가 있음 (도움말)
- 세친 지음, 현장 한역, 권오민 번역 (K.955, T.1558). 《아비달마구사론》. 한글대장경 검색시스템 - 전자불전연구소 / 동국역경원. K.955(27-453), T.1558(29-1). |title=에 외부 링크가 있음 (도움말)
- 용수 지음, 구마라습 한역, 김성구 번역 (K.549, T.1509). 《대지도론》. 한글대장경 검색시스템 - 전자불전연구소 / 동국역경원. K.549(14-493), T.1509(25-57). |title=에 외부 링크가 있음 (도움말)
- 운허.  동국역경원 편집, 편집. 《불교 사전》. |title=에 외부 링크가 있음 (도움말)
- (중국어) 목건련 조, 현장 한역 (T.1537). 《아비달마법온족론(阿毘達磨法蘊足論)》. 대정신수대장경. T26, No. 1537, CBETA. |title=에 외부 링크가 있음 (도움말)
- (중국어) 星雲. 《佛光大辭典(불광대사전)》 3판. |title=에 외부 링크가 있음 (도움말)
- (중국어) 세친 조, 현장 한역 (T.1558). 《아비달마구사론(阿毘達磨俱舍論)》. 대정신수대장경. T29, No. 1558, CBETA. |title=에 외부 링크가 있음 (도움말)
- (중국어) 용수 조, 구마라습 한역 (T.1509). 《대지도론(大智度論)》. 대정신수대장경. T25, No. 1509, CBETA. |title=에 외부 링크가 있음 (도움말)}